# Convento del Beato Sante
Il convento del Beato Sante è un santuario francescano, situato nel comune di Mombaroccio, in provincia di Pesaro e Urbino ed arcidiocesi di Pesaro. Sorge sulla sommità di un colle, a 393  m s.l.m., nella località di Passo, fu fondato nel 1223.

## Storia
Il convento venne fondato dai francescani nel 1223, quando ancora il loro padre Francesco d'Assisi era in vita. L'edificio conventuale fu ampliato durante il XIV secolo; nel 1351 avvenne la consacrazione della chiesa da parte del vescovo di Fano e quello di Pesaro dedicandola a Santa Maria di Scotaneto.
Nel 1368 prendeva qui l'abito francescano dei frati minori, Giovanni Sante Brancorsini (1343 - 1394), che diverrà il Beato Sante, con il semplice attributo di converso. Frate Sante, così venne chiamato, visse nel convento fino alla sua morte il 14 agosto 1394 e fu subito venerato dalla popolazione locale. Solamente nel 1423, il complesso cambiò il suo nome con quello dell'adorato fraticello e grazie a papa Clemente XIV, nel 1770, il culto ottenne la convalida.
Durante i lavori del 1536-1538, venne creato il chiostro grande su disegno dell'architetto Gerolamo Genga, caratterizzato dal quadriportico ad archi a tutto sesto. Le ultime modifiche che portarono il convento alle forme attuali risalgono al 1668-1700, mentre l'imponente campanile fu costruito nel 1782.
All'epoca delle invasioni napoleoniche, 1810, il convento fu soppresso, lo stesso accadde dopo l'unità d'Italia ma dal 1908 i frati poterono tornare e riportare il luogo di culto al suo antico splendore.

## La chiesa
La chiesa si presenta a due navate. L'ingresso esterno coperto da un porticato ad archi a tutto sesto, è caratterizzato da un portale incompleto in stile gotico e da un'imposta lignea del 1350.
All'interno, sul primo altare della navata destra, dietro un crocifisso ligneo del XVI secolo, è possibile ammirare una tavola attribuita a Cola dell'Amatrice, Madonna e Marie. Sempre nella navata destra, si trova la cappella ove riposano i resti del Beato Sante, da notare un pannello composto di maioliche del pavimento trecentesco della chiesa dietro l'altare che custodisce le spoglie mortali del venerato frate e i quadri murari rappresentanti i due miracoli del Beato. Nel presbiterio, a destra, è possibile ammirare un affresco staccato raffigurante Sant'Antonio abate, di scuola marchigiana e risalente al XV secolo. L'altare maggiore è dominato da una croce dipinta su tavola sempre di scuola marchigiana del XVI secolo. Nella navata principale, al primo altare, si trova una tempera su tela della metà del XV secolo di scuola marchigiana ma con influenze venete raffigurante la Madonna adorante il Bambino. Da notare i paliotti d'altare di scagliola policroma del XVIII secolo, gli stalli del coro e i mobili di sagrestia.

## Sezione permanente d'arte sacra
Il convento del Beato Sante ospita dal 2001 una sezione permanente d'arte sacra contemporanea, costituita da cinquanta dipinti tutti opera di artisti marchigiani della seconda metà del Novecento che parteciparono all'ormai storico premio G. Salvi e successivamente selezionati dalla collezione di padre Stefano Troiani. La mostra è suddivisa in tre sale ognuna di esse caratterizzata da un soggetto religioso distinto: figura di Cristo, soggetto francescano e immagini devozionali.